# Надин Койл
Надин Койл (на английски: Nadine Coyle) е певица от британската група Гърлс Алауд. Съпруга е на състезателя по американски футбол Джейсън Бел.
Дебютният ѝ албум Insatiable излиза на пазара на 8 ноември 2010 от собствения ѝ лейбъл Блек Пен. Албумът достига номер 20 в Ирландската класация за албуми и номер 47 в Ю Кей Албум Чарт.

## Дискография

### Студийни албуми
- Insatiable (2010)

### EP албуми
- Nadine EP (2018)

### Сингли
- Insatiable (2010)
- Sweetest High (2011)
- Go to Work (2017)
- Fool for Love (2019)
- All That I Know (2020)